# Smittia limnophila
Smittia limnophila är en tvåvingeart som först beskrevs av Jean-Jacques Kieffer 1924.  Smittia limnophila ingår i släktet Smittia och familjen fjädermyggor.
Artens utbredningsområde är Polen. Inga underarter finns listade i Catalogue of Life.